# Calytrix nematoclada
Calytrix nematoclada är en myrtenväxtart som beskrevs av Lyndley Alan Craven. Calytrix nematoclada ingår i släktet Calytrix och familjen myrtenväxter. Inga underarter finns listade i Catalogue of Life.